# Scleroderma septentrionale
Sclerodérma septentrionále (лат.) — несъедобный гриб-гастеромицет рода ложнодождевик. Описан в 1998 г.

## Названия
Научные синонимы: нет.
Биноминальное название Scleroderma septentrionale Jeppson дано в 1947 г. в статье «Scleroderma septentrionale, a new gasteromycete from North-European sand dunes».
Родовое наименование гриба Scleroderma происходит от греческих слов σκληρός (scleros), твёрдый, жёсткий, и δέρμα (derma), кожа; видовой эпитет septentrionale — от латинского septentrionalis, северный.
Scleroderma septentrionale Jeppson и сходный вид Scleroderma meridionale  Demoulin & Malençon также известны под общим названием Scleroderma macrorrhizon.

## Описание
Плодовое тело 1,5—6 см диаметром, шаровидное, сидящееся на развитой ложной ножке 1—2 х 3—10 см длиной, состоящей из толстых белых  мицелиальных тяжей.
Перидий тонкий, 1—3 мм толщиной, покрытый мелкими темноватыми чешуйками неправильно-округлой формы, более частыми у верхушки плодового тела, желтоватый, охристый до светло-коричневатого, пёстрый от более тёмных чешуек; при надрезах и повреждениях становится тёмно-красноватым. При созревании плодового тела разрывается, иногда расходится лопастями, отдалённо напоминая созревший гриб рода Geastrum.
Глеба сперва плотная, беловатая, затем серовато- или пурпурно-коричневая; с возрастом становится черноватой и распадается на споровый порошок. Запах и вкус невыраженные.
Споры 8—16 мкм диаметром, шаровидные, бурые, густо покрытые шипами 2—4 мкм длиной и сетчатым орнаментом.
Цветовые химические реакции: В KOH поверхность тёмно-красно-коричневая.

## Экология и распространение
Вероятно, образует микоризу с лиственными и/или хвойными деревьями, но может быть и грибов-сапрофитом, так как встречается на заметном отдалении от деревьев. Растёт группами или большими группами на песке, песчаных дюнах, преимущественно на морском побережье, в конце лета и осенью; известен на территории Северной Европы (Финляндия, Дания, Швеция, Исландия) и Северной Америки от Орегона до Массачусетса. Единичные экземпляры найдены на территории Польши и Словакии. а территории Российской Федерации не встречается.

## Сходные виды
Подобно другим ложнодождевикам, отличается от настоящих дождевиков жёстким, кожистым перидием и черноватой глебой, которая долгое время остаётся плотной.

### Сходные родственные виды
С ложнодождевиком северным сходен вид Scleroderma meridionale, иногда объединяемый с ложнодождевиком северным в единый вид Scleroderma macrorrhizon. Scleroderma meridionale встречается несколько южнее, чем ложнодождевик северный (в Средиземноморье и в США от Флориды до Аризоны); ложная ножка имеет ярко-жёлтую окраску, шипы на спорах короче, 1—2 мкм длиной.
Другой сходный вид, растущий на песке, ложнодождевик звёздчатый, крупнее размерами и отличается очень толстым перидием; до зрелости полностью или частично погружён в землю.

## Пищевые качества
Несъедобный гриб.